# Sadd el-Kafara Dam
Sadd el-Kafara Dam är en fornlämning i Egypten.   Den ligger i guvernementet Kairo, i den norra delen av landet, 30 km sydost om huvudstaden Kairo. Sadd el-Kafara Dam ligger 116 meter över havet.
Terrängen runt Sadd el-Kafara Dam är platt åt sydväst, men åt nordost är den kuperad. Runt Sadd el-Kafara Dam är det ganska tätbefolkat, med 108 invånare per kvadratkilometer. Närmaste större samhälle är Ḩalwān, 13,7 km väster om Sadd el-Kafara Dam. Trakten runt Sadd el-Kafara Dam är ofruktbar med lite eller ingen växtlighet.